# Ma il cielo è sempre più blu (programma televisivo)
Ma il cielo è sempre più blu è stato un programma televisivo italiano, condotto da Giorgio Panariello, andato in onda il sabato nella prima serata di Rai Uno nell'autunno 2004.

## Cast
Il conduttore Giorgio Panariello era affiancato  dalla ballerina australiana Julia Smith e dalla cantante argentina Lola Ponce. Vi era inoltre una presenza femminile diversa per ogni puntata: Sabrina Ferilli, Claudia Gerini, Monica Guerritore, Ambra Angiolini, Anna Falchi e Mariangela Melato.
L'orchestra musicale era diretta dal maestro Fio Zanotti.

## Format
Il programma fu uno "one-man show" con protagonista Panariello, che interpretò numerosi dei suoi storici personaggi comici ed altri creati per l'occasione; vi furono inoltre all'interno delle mini-fiction (nelle quali recitarono anche Orso Maria Guerrini, Mario Cipollini, Nicoletta Orsomando e Anna Meacci) e varie rivisitazioni dello sketch all'italiana.
Il titolo della trasmissione era un chiaro omaggio all'omonimo brano musicale di Rino Gaetano, la cui sorella Anna fu ospite nella prima puntata.
Vi furono vari ospiti nazionali e internazionali, fra i quali Kevin Costner, Bruce Willis, Andrea Bocelli, Renato Zero, Heather Parisi e Franco Castellano.
La trasmissione andava in onda dal Teatro Verdi (Montecatini Terme).
Al termine delle otto puntate previste, venne inoltre trasmesso un meglio del programma intitolato Ma il cielo è sempre più blu bis.
| Puntata                          | Messa in onda    | Ospiti | Ascolti        | Ascolti | Fonte       |
| Puntata                          | Messa in onda    | Ospiti | Telespettatori | Share   | Fonte       |
| -------------------------------- | ---------------- | --- | -------------- | ------- | ----------- |
| 1                                | 16 ottobre 2004  | Sabrina Ferilli, Kevin Costner                                                                                 | 7.035.000      | 32,52%  | [ 2 ] [ 3 ] |
| 2                                | 23 ottobre 2004  | Anna Falchi, Bruce Willis                                                                                      | 5.659.000      | 26,29%  | [ 4 ] [ 5 ] |
| 3                                | 30 ottobre 2004  | Sylvie Vartan, Andrea Bocelli, Franco Castellano, Daniel McVicar, Heather Parisi, Monica Guerritore            | 5.298.000      | 24,14%  | [ 6 ] [ 7 ] |
| 4                                | 6 novembre 2004  | Tina Turner, Mario Monicelli, Gigi D’Alessio, Leonardo Pieraccioni, Carlo Conti, Renato Zero (in collegamento) | 5.539.000      | 25,69%  | [ 8 ] [ 9 ] |
| 5                                | 13 novembre 2004 | Tosca d’Aquino, Jamie Cullum, Mariangela D’Abbraccio, Johnny Dorelli, Walter Nudo, Max Giusti, Divino Otelma   |                |         | [ 10 ]      |
| 6                                | 20 novembre 2004 | | 4.542.000      | 21,08%  | [ 11 ]      |
| 7                                | 27 novembre 2004 | | 5.466.000      | 25,07%  | [ 12 ]      |
| 8                                | 4 dicembre 2004  | | 5.099.000      | 23,35%  | [ 13 ]      |
| Media                            |                  | |                |         |             |
| Ma il cielo è sempre più blu bis | 11 dicembre 2004 | N.D. | 4.900.000      | 24,17%  | [ 14 ]      |
| Ma il cielo è sempre più blu bis | 18 dicembre 2004 | N.D. | 4.926.000      | 25,18%  | [ 15 ]      |